# Харитон Драговитийски
Харитон е български духовник, драговитийски епископ на Българската православна църква, ректор на Софийската духовна семинария.

## Биография
Роден е в 1880 година със светското име Христо Христов Вълчев-Аджамовски в троянското село Патрешко в бедно семейство, като израства без баща. На 7 години е даден като послушник в съседния Троянски манастир. Учи в Орешак и прогимназия в Троян на издръжка на манастира. В 1898 година приема монашеска подстрижение, а в 1900 година е ръкоположен за йеродякон. В 1901 година заминава да учи в Цариградската българска духовна семинария, която завършва в 1907 година. От 1907 до 1909 година е екзархийски дякон. В 1909 година е изпратен от екзарх Йосиф I Български да учи в Киевската духовна академия, която завършва в 1913 година. Завръща се и отново от 1913 до 1914 година е дякон на екзарха. На 1 юли 1914 година е ръкоположен за йеромонах, а на 16 ноември 1914 г. става архимандрит. В 1914 година е библиотекар на Светия Синод на екзархията. От 1914 до 1915 година управлява Ловчанската епархия. След смъртта на екзарха от 1915 до 1917 година е екзархийски наместник в османската столица. От 1918 до 1924 година е протосингел на Пловдивската епархия.
На 14 януари 1924 година е ръкоположен за драговитийски епископ. По време на българското управление във Вардарска Македония Струмишката епархия е присъединена към Драмската и е формирана Струмишко-Драмска епархия, като временното управление на епархията е дадено на митрополит Борис Неврокопски с викарен епископ Харитон Драговитийски. В 1943 година епархиите отново са разделени.
Автор е на история на Троянския манастир, публикувана през 1958 година.
Умира в София в 25 март 1958 година.